# Pyrochroidae
Pyrochroidae Latreille, 1807 è una famiglia di coleotteri della superfamiglia Tenebrionoidea.

## Descrizione
Sono coleotteri piatti con elitre color rosso brillante più larghe posteriormente, le antenne sono dentellate. I membri della famiglia Lycidae, pur somiglianti ai Pirrocroidi, possiedono 5 articoli tarsali per zampa ed elitre con lati più o meno paralleli.

## Biologia
Le larve sono carnivore e vivono sotto le cortecce, gli adulti si rinvengono negli stessi ambienti o su piante erbacee.

## Distribuzione e habitat
In Europa la famiglia è rappresentata solamente da 3 specie.

## Tassonomia
La famiglia è suddivisa nelle seguenti sottofamiglie:
- Tydessinae Nikitsky, 1986
  - Tydessa

- Pilipalpinae Abdullah, 1964
  - Binburrum
  - Cycloderus
  - Exocalopus
  - Incollogenius
  - Malagaethes
  - Morpholycus
  - Paromarteon
  - Pilipalpus
  - Ranomafana
  - Techmessa
  - Techmessodes
  - Temnopalpus

- Pedilinae Lacordaire, 1859
  - Anisotria
  - Pedilus Fisher von Waldheim, 1822
  - Lithomacratria  †

- Pyrochroinae Latreille, 1806
  - Dendroides
  - Dendroidopsis
  - Eupyrochroa
  - Frontodendroidopsis
  - Hemidendroides
  - Himalapyrochroa
  - Neopyrochroa
  - Phyllocladus
  - Pogonocerus
  - Pseudodendroides
  - Pseudopyrochroa
  - Pyrochroa Geoffroy, 1762
  - Schizotus Newman, 1837
  - Sinodendroides

- Agnathinae Lacordaire, 1859
  - Agnathus Germar, 1818
  - Cononotus